# Aranjuez
Aranjuez  je mesto in občina, ki leži 42 km južno od Madrida v južnem delu Madridske skupnosti. Nahaja se ob sotočju rek Tajo in Jarama, 44 km severno od Toleda. Leta 2009 je imelo 54.055 prebivalcev.
Je ena od kraljevih rezidenc še iz časov Filipa II. v letu 1560.
Mesto je bilo razglašeno za Conjunto Histórico- -Artístico ("Zgodovinsko umetniško enoto") v letu 1983. V letu 2001 je UNESCO navedel kulturno krajino Aranjueza kot svetovne kulturne dediščine. Aranjuez Cultural Landscape

## Etimologija
Obstaja več teorij o izvoru imena. Najširše sprejeta navaja, da prihaja iz baskovskega jezika, za arantza (glog).
Antonio de Nebrija meni, da je izvor imena v arabskem Ibn Arankej ("mesto orehov"), oče Sarmiento pa predlaga latinski toponim Ara Iovis ("Jupitrov oltar«), ki se nanaša na morebitno tempelj posvečen Jupitru Pluvio. 
Naselje Almuzúndica se omenja v enajstem stoletju, kar bi lahko ustrezalo Aranjuez. V srednjem veku se pojavlja v besedilih kot Arauz ali Aranz (12. stoletje), Aranzuel, Aranzuech (13. stoletje), Aranzueque, Aranzugue, Aranzuet ali Arançuex dokler končno le Aranjuez že v 15.stoletju. 

## Zgodovina
Kronologija dogodkov v španski zgodovini v Aranjuezu:
- 220 a. C.: Poteka bitka pri Tajo, kjer Hanibalova vojska premaga vojsko zaveznikov (plemena Carpetanos, Vacceos in Olcades).
- 1085: Alfonz VI. León osvaja staro obstoječo muslimansko naseljeno območje in razširja svoje gospostvo do Toleda.
- 1108: Območje se vrne v muslimanske roke.
- 1139: Alfonz VII. León vrne ozemlje Kastiliji.
- 1171: Območje zaseda Alfonz VIII. Kastiljski, v tistem času sta bili v okolici dve vasi: Aranz in Alpajés.
- 1178: dokončna zasedba Aranjueza in prihod reda Santiago, ki je prišel iz Galicije.
- 1387: Lorenzo Suárez de Figueroa, mojster reda Santiago, gradi hišo ali palačo, ki služi tudi kot bolnišnica za zdravljenje v vojni z Muslimani ranjenih vitezov v času rekonkviste.
- 1489: Los Reyes Católicos, katoliška monarha Ferdinand in Izabela, spremenita Aranjuez v kraljevsko mesto. Od takrat dalje pa do poznega devetnajstega stoletja je bil pomladna rezidenca kraljev.
- 1523: Aranjuez postane nepremičnina v rokah Karla I., po prejemu dostojanstva mojstra reda Santiago od papež Hadrijana VI.
- 1530: Izgradnja vodnega zajetja za regulacijo pretoka reke Tajo, ki omogoča namakanje poljščin na tem območju.
- 1540: Karel I. zgradi most čez reko Tajo, in vrtove, arhitekta Luis de Vega in Gaspar de Vega.
- 1560: Filip II. Španski podeli mestu naziv kraljevo mesto Aranjuez.
- 1561: Filip II. zgradi kraljevo palačo, ki sta jo zasnovala Juan Bautista de Toledo in Juan de Herrera na mestu prejšnje, ki je bila večkrat porušena v požarih. Tako prostore kot vrt je povečal.
- 1568: V Aranjuezu umre žena Filipa II., Izaabela Valois
- 1580: odkrili so orožje (meči, sulice, čelade, itd) rimskega izvora.
- 1660: Palacio Real de Aranjuez zajame velik požar.
- 1665: Palacio Real de Aranjuez zajame drugi požar.
- 1706: V času vojne za špansko nasledstvo, portugalski general António Luís de Sousa, marquis de las Minas začasno prenese sedež vlade v Aranjuez, ki ga je zasedla portugalska in britanska vojska pod njegovim poveljstvom
- 1752: V času vladavine Ferdinanda VI. v mestu Aranjuez, prej rezervirano za kraljevo družino, so plemiči iz Kraljeve palače in dvorni uslužbenci začeli odpirati mesto za prenočevanje obiskovalcem, ki so se pred tem morali namestiti v bližnja naselja, kot je bil Ocaña. V tem letu prvič Prva pogodba iz Aranjueza zabeležila avstrijske in španske interese v Italiji;
- 1753: na reki Tajo, poleg kraljeve palače Aranjuez, je bil zgrajen jez za pogon vodnega kolesa za proizvodnjo pšenične moke. Mlin, ki je bil viden iz palače, je bil arhitekturno privlačen in so ga včasih uporabljali kot prebivališče guvernerja mesta. V 20. stoletju je bil obnovljena za proizvodnjo električne energije, na koncu je bil razstavljen, potem ko je okoli leta 1950 pogorel. Od leta 2014 je le vodna pot;
- 1758: Kraljica Barbara de Bragança, žena Ferdinanda VI. je umrla v Aranjuezu;
- 1761: kralj Karel III. Španski gradi most Puente Largo (okoli 300m dolgo) čez reko Jarama. Ta gradbeni objekt v veliki meri ostaja nedotaknjen in zdaj podpira M-305, servisno cesto približno 5 km severno od mesta.
- 1765 Karel III naroči gradnjo frančiškanskega samostana San Pascual, ki ga pozneje zasedajo Conceptionists. V času Francozov v Španiji je služil kot ženski zapor, trenutno zasebna cerkev vodi osnovno šolo.
- 1766: Karel III. naroči gradnjo Real Cortijo de San Isidro, model kmetije, ki jo je zapustil svojemu nasledniku (drugemu sinu Karlu IV. Španskemu). Kapela in klet sta ostala nedotaknjeno, in sta nacionalna spomenika, odprta za javnost
- 1766 Izabela Farnese, žena Filipa V. Španskega in mati Karla III. ki je pomembno prispevala k razvoju mesta, je umrla v Aranjuezu
- 1767: francoski arhitekt Jaime Marquet je začel gradnjo gledališča Coliseo Carlos III., pred kratkim obnovljen in ponovno odprt kot Theatro Carlos III. v letu 2014
- 1777: V 3. pogodbe iz Aranjueza, Francija in Španija opredelita svoje kolonije v Santo Domingu
- 1779: Španija se vplete v vojno za neodvisnost Združenih držav na podlagi 3. pogodbe iz Aranjuez
- 1780 4. pogodba iz Aranjueza prepusti španska ozemlja v Afriki v Maroku
- 1801 5. pogodba iz Aranjueza, javno potrjuje skrivnost 3. pogodb iz San Ildefonsa v Španiji, ki vrne kolonialno ozemlje Louisiane Franciji.
- 1833 Kraljica Izabela II. Španska se odreče prestolu;
- 1851 Aranjuez doseže železniška proga v Madridu. To je bila druga železniška proga v Španiji, za Barcelona-Mataró (1848)
- 1858 Britanska kraljica Elizabeta II. odpre železniško povezavo med Aranjuezom in Toledom.
- 1885 Aranjuez utrpi epidemijo kolere. Kralj Alfonz XII. pretvori  Casa de Marinos v zasilno bolnišnico za prebivalstvo. Na to spominja kip v čast kralja na Plaza de la Constitución de Aranjuez.
- 1899 Aranjuez prejme naziv mesta. Od takrat je  Real Sitio y Villa.
- 3. junija 1931: Kraljeva palača Aranjuez dobi naziv Monumento Histórico Artístico (zgodovinski umetniški spomenik)

Leta 1939 Joaquín Rodrigo napiše skladbo Concierto de Aranjuez, po katerem je Aranjuez znan po vsem svetu.
- Železniška postaja
- Kraljeva palača.
- Kraljeva palača.
- Fasada kraljevega samostana Sv. Pascuala.
- Cerkev Real de San Antonio.
- Južni del parka La Montaña de Aranjuez pogled iz Doce calles
- Pomol na reki Tagus.

## Glavne znamenitosti
Mesto je bilo razglašeno za Conjunto Histórico- Artístico ("Zgodovinsko umetniška celota") v letu 1983. Od letu 2001 pa je Aranjuez kot kulturna krajina na Unescovem seznamu svetovne kulturne dediščine.

### Mariblanca
To je bila prva razširitev onstran kraljeve palače, ob južnem bregu reke Tajo. Kraljeva cerkev San Antonio, ki jo je zgradil Filip IV. Španski za javno in kraljeve uporabo, stoji na južnem koncu Plaza San Antonio, popularno znana kot Mariblanca, (morda zaradi "morja" belega peska ali mar de arena blanca ali pa namiguje na ženski kip vodnjaka na skrajnem koncu, ki kaže Venero kiparja Juan Reyna iz leta 1762). Cerkev je od leta 2003 na seznamu Bien de Interés Cultural v Španiji. 
To je zdaj prostor za občasne prireditve, ki leži zahodno od četrti oficirjev (Casa de Oficios) in vitezov (Casa de Caballeros zdaj Juzgardos ali sodni dvor) in zahodno od Casa de las Infantas (zgradil jo je Karel II. Španski za svoja sinova Gabriela in Antonia, kjer je zdaj turistični urad).
Na severu je tlakovano krožišče Santiago Rusiñol, ki povezuje Madrid po cesti (M305 / A4) s Calle de la Reina in dvema velikima ulicama avenida del Principe in avenida de las Infantas kot tudi s cesto ob strani Plaza San Antonio / Mariblanca, na jug je povezava na calle Florida in severno Antigua Carretera de Andalucía.

### Plaza de Toros
Ena od zgodnejših izvirnih stavb v Španiji, zgrajena leta 1760 po ukazu kralja Karla IV, in prenovljena odprta 14. maja 1797, za njegovo ženo Mario Luiso Parma. Imela je kapaciteto 9000 gledalcev v času, ko je bilo samo 4226 prebivalcev. Ima dvanajst vhodov, ki vodijo do treh krožnih galerij, vsaka z 10 kamnitimi klopi. kraljeva družina in njihovi gostje uživajo zaseben vhod s stopnic, ki vodijo neposredno na kraljevo galerijo.
Po požaru leta 1809, jo je kralj Ferdinand VII. prezidal in podaril mestu, ki je uredilo majhen muzej.

### Zgradbe
Poleg Kraljeve palače, znamenitosti mesta obsegajo številne stavbe in cerkve, med njimi:
- Kraljeva palača Aranjuez ( Palacio Real de Aranjuez) (Narodni spomenik).
- Vrtovi Kraljeve palače: nasadi in parki s številnimi fontanami in kipi ob reki Tajo; na Unescovem seznamu od leta 2001 pod nazivom Aranjuez Cultural Landscape (ki vključuje tudi palačo)
- Hiša oficirjev in vitezov (Casa de Caballeros y Oficios).
- Hiša Infantes in Atarfe  (Casa de Infantes Casa de Atarfe).
- Museo de Falúas  ali (Casa de Marine).
- Casa del Labrador - ena od rezidenc španske kraljeve družine; neoklasični dvorec
- Trg in cerkev San Antonio - kapela, posvečena sv. Antonu Padovanskemu, zgrajena leta 1752
- Mestna hiša (Casa de Empleados).
- Cerkev Alpajés ( Iglesia de Alpajés) - tudi cerkev Žalostne Matere božje, (1681 - 1690), arhitekt Christopher Rodriguez de Jarama.
- Samostan San Pascual de Aranjuez - zasnova Francesco Sabatini med 1765 in 1770 - (Narodni spomenik).
- Stara bolnišnica San Carlos - iz času vladavine Karla III., v čast San Carlos Borromeo (obratovala do poznega 20. st.).
- Teatro Coliseo de Carlos III. ali Kraljevo gledališče (Gran Teatro) - obnovljen je bil ponovno odprt za javne prireditve 2014.
- Mercado de Abastos  - secesijska tržnica.
- Plaza de Toros ddprt leta 1797 in bikoborski muzej.
- Reserva del Regajal-Mar de Ontígola - naravni rezervat od 1994 - umetno jezero, ki je bilo zgrajeno v šestnajstem stoletju in ga je zasnoval arhitekt Juan de Herrera, na zahtevo Filipa II.; voda je slana, zaradi narave prsti okoli (mavec in lapor).

### Parki in vrtovi
Številni parki in vrtovi so odprti za javnost:
- Vrt Isle - severno od palače, meji na reko in širok namakalni kanal
- Parter - formalni vrt in fontane pred palačo in severno od Mariblanca / San Isadro
- Prinčev vrt vzdolž reke na vzhodu, meji na Calle de la Reina
- Vrt Izabele II. je majhen formalen vrt, ki meji na Mariblanca / San Isadro
- Stara grmišča in gozdovi
- Naravni rezervat El Regajal-Mar de Ontígola
- Sprehajališče in poti skozi drevored na Doce Calles (12 krožišč na M-305 proti severu Madrida)

## Pomembni ljudje
- Francisco de Asís of Bourbon, mož kraljice Izabele II. Španske.
- Francisco Agustín Silvela y Blanco, minister za Gobernación in Gracia y Justicia. Podpredsednik poslanske zbornice in sodnik vrhovnega sodišča.
- Santiago Rusiñol, slikar.
- Joaquín Rodrigo, skladatelj.
- Alicia Hermida, igralka.
- Jose Luis Sampedro, pisatelj.